# 第3回ゴールデンラズベリー賞
第3回ゴールデンラズベリー賞は、第55回アカデミー賞授賞式と同日の1983年4月11日に発表・授賞式が行われた。

## 受賞とノミネートの一覧
受賞は太字、それ以外はノミネートである。

### 最低作品賞
- アニー
- Butterfly
- インチョン!
- メガフォース
- パイレーツ・ムービー

### 最低男優賞
- ウィリー・エイムス - パラダイス、超能力学園Z
- クリストファー・アトキンズ - パイレーツ・ムービー
- ローレンス・オリヴィエ - インチョン!
- ルチアーノ・パヴァロッティ - Yes, Giorgio
- アーノルド・シュワルツェネッガー - コナン・ザ・グレート

### 最低女優賞
- モーガン・フェアチャイルド - セダクション 盗撮された女
- ミア・ファロー - サマー・ナイト
- クリスティ・マクニコル - パイレーツ・ムービー
- メアリー・タイラー・ムーア - オータム・ストーリー
- ピア・ザドラ - Butterfly

### 最低助演男優賞
- マイケル・ベック - メガフォース
- ベン・ギャザラ - インチョン!
- テッド・ハミルトン - パイレーツ・ムービー
- エド・マクマホン - Butterfly
- オーソン・ウェルズ - Butterfly

### 最低助演女優賞
- ルターニャ・アルダ - 悪魔の棲む家PART2
- コリーン・キャンプ - セダクション 盗撮された女
- ダイアン・キャノン - デストラップ・死の罠
- ロイス・ネトルトン - Butterfly
- アイリーン・クイン - アニー

### 最低監督賞
- ケン・アナキン - パイレーツ・ムービー（分け）
- マット・シンバー - Butterfly
- ジョン・ヒューストン - アニー
- ハル・ニーダム - メガフォース
- テレンス・ヤング - インチョン!（分け）

### 最低脚本賞
- アニー - キャロル・ソビエスキー、トーマス・ミーハン、原作のハロルド・グレイ
- Butterfly - ジョン・ゴフ、マット・シンバー、原作のジェームズ・M・ケイン
- インチョン! - ロビン・ムーア、レアード・コーニッグ
- パイレーツ・ムービー - トレヴァー・ファラント、原作（オペレッタ）のウィリアム・S・ギルバート、アーサー・サリヴァン
- Yes, Giorgio - ノーマン・スタインバーグ、原作のアニー・パイパー（Annie Piper）

### 最低新人賞
- モーガン・フェアチャイルド - セダクション 盗撮された女
- ルチアーノ・パヴァロッティ - Yes, Giorgio
- アイリーン・クイン - アニー
- ミスター・T - ロッキー3
- ピア・ザドラ - Butterfly

### 最低作曲賞
- エンニオ・モリコーネ - Butterfly
- ジミー・ペイジ - ロサンゼルス
- ジョン・ウィリアムズ - バチカンの嵐
- キット・ヘイン - パイレーツ・ムービー
- エンニオ・モリコーネ - 遊星からの物体X

### 最低主題歌賞
- "Comin' Home to You" - 喝采の陰で
- "Happy Endings" - パイレーツ・ムービー
- "It's Wrong for Me to Love You" - Butterfly
- "No Sweeter Cheater Than You" - センチメンタル・アドベンチャー
- "Pumpin' and Blowin'" - パイレーツ・ムービー